# Etenesh Diro
Etenesh Diro Neda (nascida em 10 de maio de 1991) é uma atleta etíope que competiu nos 3000 metros com obstáculos nos Jogos Olímpicos de Verão de 2012 (Londres, Reino Unido) e nos Jogos Olímpicos de Verão de 2016 (Rio de Janeiro, Brasil).
Em Londres 2012 se classificou para a final, ao terminar na oitava posição com um tempo de 9m25s31, em seguida, ficou em sexto na final com o tempo de 9m19s89, batendo o recorde pessoal.
Em 2016, se envolveu na colisão e perde uma das sapatilhas a meio da prova. Tentando calçá-la sem perder tempo, ela terminou a classificação em sétimo lugar com apenas uma sapatilha. Por esse caso ficou conhecida pela "a cinderela de Rio 2016".